# Bisdom Badulla

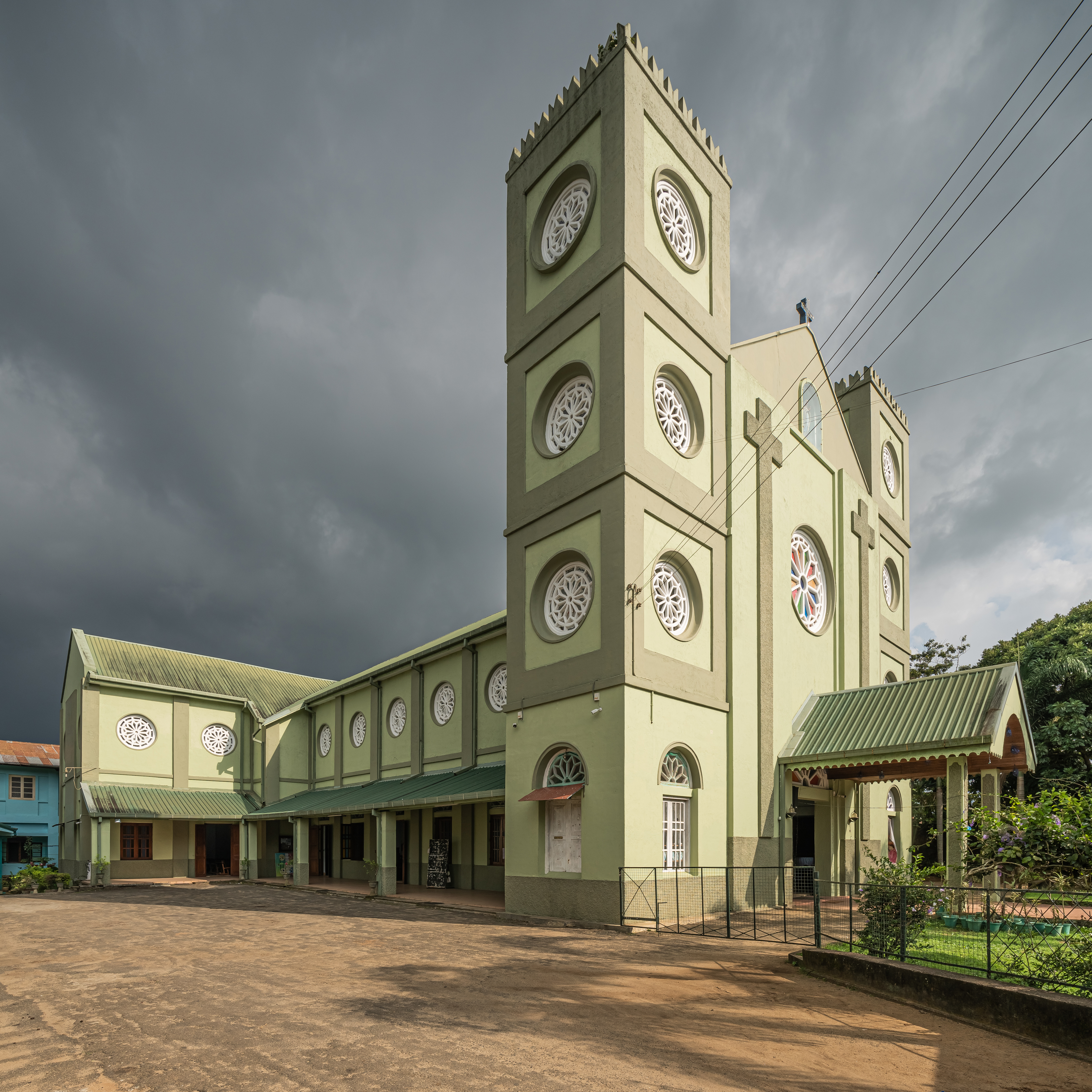
Heilige Mariakathedraal

Het bisdom Badulla (Latijn: Dioecesis Badullana) is een rooms-katholiek bisdom in Sri Lanka met als zetel Badulla. Het is een suffragaan bisdom van het aartsbisdom Colombo en werd opgericht in 1972. De eerste bisschop was de benedictijn Leo Nanayakkara. Het bisdom volgt de Latijnse ritus.
In 2018 telde het bisdom 19 parochies. Het bisdom heeft een oppervlakte van 8.500 km2 en telde in 2018 1.512.000 inwoners waarvan 1,2% rooms-katholiek was. Dit is minder dan het landelijk gemiddelde van 6%.

## Bisschoppen
- Leo Nanayakkara, O.S.B. (1972-1982)
- Edmund Joseph Fernando, O.M.I. (1983-1997)
- Julian Winston Sebastian Fernando, S.S.S. (1997-)